# Тебризли, Сирус Худадат оглы
Сирус Худадат оглы Тебризли (азерб. Sirus Xudadat oğlu Təbrizli; род. 9 мая 1942, Тебриз, Иран — 7 сентября 2013, Хачмаз, Азербайджан) — азербайджанский политический и государственный деятель. Министр прессы и информации Азербайджана (1998-2000).
Депутат Национального Собрания Азербайджана I, II созывов.

## Биография
Сирус Тебризли родился 9 мая 1942 года в Тебризе. Получил высшее образование в Бакинском государственном университете.
Сирус Тебризли был женат, имел двоих дочерей: Арзу и Севиндж.

### Депутат Национальный Собрании
Сирус Тебризли 12 ноября 1995 года был избран депутатом Национальный Собрании Азербайджана. С 1997 года по 2000 год был председателем межпарламентской группы Азербайджан — Япония.
5 ноября 2000 года Сирус Тебризли вновь был переизбран депутатом Национального Собрания Азербайджана и стал председателем межпарламентской группы Азербайджан — Бельгия (2000—2005).